# The Primitives
The Primitives sono un gruppo musicale britannico fondato nel 1964 che durante gli anni sessanta fu prevalentemente attivo in Italia. Il gruppo venne riformato nel 2010 da Dave Sumner.

## Storia del gruppo
The Primitives si erano formati ad opera del bassista Geoffrey Robert Farthing, soprannominato Jay Roberts, e del chitarrista Geoff Eaton, ma il primo contratto discografico fu firmato dopo l'incontro con il cantante degli Spirits, Paul Bradley Couling, noto con lo pseudonimo di Mal Ryder e, più tardi, di Mal. Con questa prima formazione incidono un 45 giri per la Pye, "Every minute of every day". Il disco riscuote un successo modesto. Il gruppo sta vivendo un momento di crisi, così Mal chiama il chitarrista Dave Sumner a sostituire Eaton. Mal ha conosciuto Sumner durante un tour in Germania e gli propone di entrare nei Primitives: Dave accetta, Mal porta anche il batterista degli Spirits, Mick Charleton, che completa la nuova formazione.
Durante un'esibizione in un locale di Soho tra il pubblico sono presenti due italiani in vacanza, Gianni Boncompagni ed Alberigo Crocetta, (proprietario del Piper), che propongono al gruppo una scrittura per alcuni spettacoli in Italia. Mick Charleton, però, decide di restare in Inghilterra, e viene sostituito da Pick Withers, un giovane batterista che Mal ha conosciuto in Galles e che dieci anni dopo diventerà famosissimo in tutto il mondo come batterista dei Dire Straits. Nel 1966 partecipano alla realizzazione di un video musicale nel film Passeggiando per Subiaco di Tullio Piacentini con la canzone Yeeeeh insieme ad altri cantanti come Patty Pravo, Lucio Dalla ed altri ancora.
Cominciano alla fine del 1966 i primi spettacoli al Piper di Roma, il locale più di tendenza in quegli anni per il beat italiano, dove si esibiscono anche altri artisti che riscuoteranno successo negli anni successivi, come Patty Pravo o un altro complesso sempre inglese, The Rokes: è il successo, che porta il gruppo ad incidere un album per l'etichetta Piper Club (distribuita dalla ARC, casa discografica satellite della RCA Italiana), intitolato Blow Up, con alcune delle canzoni che suonano dal vivo, come la già citata Every minute of every day, Gimme some loving degli Spencer Davis Group, la band del giovanissimo Stevie Winwood, Standing in the shadows of love, ed anche due traduzioni di Luigi Tenco e Sergio Bardotti di Thunder'n lightnin' (che diventa Johnny no) e di I ain't gonna eat out my heart anymore, che con il titolo di Yeeeeeeh! esce anche su 45 giri, riscuotendo un grande successo, bissato qualche mese dopo da L'incidente, inedita su LP.

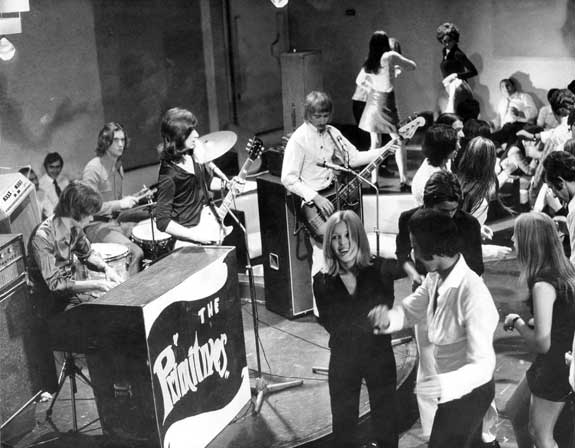
Terza formazione dei Primitives (1969), con Dave Sumner, Jay Roberts, Robbie McIntosh e Mike Fraser

Il cantante Mal riscuote molto successo personale, specialmente presso il pubblico femminile, e per questo motivo la casa discografica impone di pubblicare i dischi da lì in poi con il nome "Mal e i Primitives": di fatto quindi comincia la carriera solista di Mal, anche se il gruppo lo accompagna ancora, specialmente negli spettacoli dal vivo. Il gruppo suona ancora in alcuni dischi successivi di Mal, con un cambio di formazione nel 1969: Pick Withers decide di ritornare in Inghilterra, suonando in alcuni gruppi blues, (prima di fondare i Dire Straits con Mark Knopfler) e viene sostituito da Robby McIntosh, uno scozzese arrivato alcuni anni prima in Italia da Glasgow con il suo gruppo, The Senate, insieme a Tony Mimms.
Entra nello stesso periodo Roger Peacock, proveniente dai Moods, come voce solista: è questa la formazione che registra il brano Mama rock, che compare nella colonna sonora del film Terzo Canale - Avventura a Montecarlo e anche sul promozionale Piper 2000, album pubblicato a dicembre 1969 dalla ARC, ma è questa l'unica incisione del gruppo in questa formazione. L'anno dopo il gruppo si scioglie, e McIntosh decide di tornare nel Regno Unito, dove entrerà come batterista negli Average White Band; morirà nel 1974 per overdose da sostanze stupefacenti.
Jay Roberts invece si trasferisce a Riccione ed entra nel gruppo progressive Forum Livii, dove oltre al basso suonerà anche le tastiere; ma ai primi del 1973 decide di abbandonare il gruppo e ritornare in Inghilterra dove abiterà, per un anno, assieme ad altri due musicisti inglesi che avevano suonato in Italia; Roger Warwick e Carl Daykin. Dave Sumner, che aveva già lasciato i Primitives nel 1967 ed era stato sostituito da Ray Martines, resta in Italia, dove suonerà nei Sopworth Camel, in seguito divenuti semplicemente Camel, poi nei Cyan Three (partecipando anche all'incisione di Theorius Campus, il primo disco di Antonello Venditti e Francesco De Gregori), poi nei Camaleonti ed infine dal 2006 nei riformati Primitives, che accompagnano Mal in tour con i due musicisti torinesi Silvano Borgatta alle tastiere e Valerio Liboni (ex membro, tra i tanti gruppi, de La Strana Società e i Nuovi Angeli) alla batteria.
Nel 2001 è stato pubblicato un cd, Maladjusted, contenente tutto l'album "Blow up", un EP con quattro canzoni uscite solo in Francia, il 45 giri inglese ed alcuni inediti. Nel 2010 viene pubblicato un nuovo album Primitive Instinct (Interbeat)
Il gruppo venne riformato nel 2010 da Dave Sumner e venne pubblicato un nuovo album, "Primitive Instinct", prodotto da Massimo Pennisi e Luigi Piergiovanni per la Interbeat.

## Formazione
La formazione storica
- Mal, pseudonimo di Paul Bradley Couling (Llanfrechfa, Regno Unito, 27 febbraio 1944): voce (dal 1965 al 1969)
- Mick Charleton: batteria (1965 al 1966)
- Pick Withers: batteria (dal 1966 al 1969)
- Robby McIntosh: batteria (dal 1969 al 1970)
- Jay Roberts, pseudonimo di Geoffrey Robert Farthing (Clevedon, Somerset, 4 febbraio 1946 - 21 settembre 1995): basso (dal 1964 al 1970)
- Dave Sumner: chitarre (dal 1965 al 1967)
- Roger Peacock: voce solista (1969 e 1970)

La formazione dal 2010
- Dave Sumner: chitarra solista, voce solista, cori
- Steven Ross Wilson: batteria
- Douglas Meakin: voce solista, cori, chitarra ritmica
- Randy Roberts: voce solista, cori
- Pippo Guarnera: hammond, piano
- Marco Turriziani: voce solista, cori, chitarra acustica
- Massimo Pennisi: basso, cori

## Discografia

### Album in studio
- 1967 - Blow-Up
- 2010 - Primitive Instinct
- 2024 - Reunion

### Raccolte
- 1987 - Mr Heartache (Beat Club)
- 2001 - Maladjusted (Castle)

### Singoli
- 1964 - Help Me/Let Them Tell
- 1965 - You Said/How Do You Feel
- 1965 - Every Minute of Every Day/Pretty Little Face (come Mal and the Primitives)
- 1966 - Oh Mary/I Don't Feel Myself
- 1967 - Yeeeeeeh!/L'ombra di nessuno (Piper Club / ARC)
- 1967 - L'incidente/Johnny no! (Piper Club / ARC)
- 2010 - Primitive Instinct/Interbeat (Egea)

### EP
- 1966 - Oh Mary